# Zwarte rozenbladroller
De zwarte rozenbladroller (Grapholita tenebrosana) is een vlinder uit de familie van de bladrollers (Tortricidae). De wetenschappelijke naam is gepubliceerd in 1843 door Duponchel.
De soort komt voor in Europa.